# Anamastigona lepenica
Anamastigona lepenica är en mångfotingart som först beskrevs av Pius Strasser 1975.  Anamastigona lepenica ingår i släktet Anamastigona och familjen Anthroleucosomatidae. Inga underarter finns listade i Catalogue of Life.